# Besnický tunel
Besnický tunel je železniční tunel v nejvyšší, východní části Horehronského podolí u obce Telgárt na trati Červená Skala - Margecany.

## Historie
Rozhodnutí o zbudování spojení Horního Pohroní se Spiší padlo v letech 1919 a 1920, ale propojení Červené Skaly a Margecan se začalo budovat až 31. května 1931. Na stavbu se přesunula technika i pracovníci z trati Horní Štubňa - Prievidza, kde bylo nedlouho předtím dokončeno propojení pohořím Žiar. Výstavba tratě v úzkém údolí byla náročná a vyžádala si vybudování množství zářezů, násypů i velkých mostů.
Náročný terén mezi Telgártu a lokalitou Pusté Pole překonává trať trojicí tunelů. Besnický tunel, procházející pod sedlem Besnik, má délku 845,5 m a právě v něm se s nadmořskou výškou 955,5 m nachází nejvyšší bod tratí s běžným rozchodem na Slovensku. Telgártsky portál se nachází asi 3 km severovýchodně od Telgártu a tunel vede téměř celý v přímce, pouze 138 m z východní strany vytváří oblouk s poloměrem 1000 m. Tunel byl budován modifikovanou rakouskou tunelovací metodou a spolu s úsekem Telgárt - Dobšinská ledová jeskyně byl 28. září 1934 předán do užívání. Celkové náklady na výstavbu dosáhly 15,8 milionu československých korun.